# Seongnam FC
Seongnam FC (Koreanska: 성남 FC eller Seongnam Ilhwa Chunma Football Club) är en sydkoreansk fotbollsklubb som grundades 1989 i Seongnam. 

## Meriter
- K-League: 7

1993, 1994, 1995, 2001, 2002, 2003, 2006
- FA cupen: 2

1999, 2011
- League cupen: 3

1992, 2002, 2004
- Korean Super Cup: 1

2002
- AFC Champions League: 2

1995-1996, 2010
- Asian Super Cup: 1

1996